# Autochloris flavosignata
Autochloris flavosignata är en fjärilsart som beskrevs av Rothschild 1931. Autochloris flavosignata ingår i släktet Autochloris och familjen björnspinnare. Inga underarter finns listade i Catalogue of Life.